# Барепат
Барепат (вірм. Բարեպատ) — село в марзі Гегаркунік, на сході Вірменії. Село розташоване на північний захід від міста Чамбарак та на північний схід від міста Севан. Село підпорядковується сільраді села Калаван.